# Amherst State Park
L'Amherst State Park è un parco di 80 acri, situato nella contea di Erie, nello stato di New York, nei pressi del villaggio di Williamsville, vicino a Amherst, città che lo gestisce in baso a un accordo stipulato con il New York State Office of Parks, Recreation and Historic Preservation.

## Storia e descrizione
Il parco faceva parte del complesso del convento di Santa Maria degli Angeli, gestito dalla suore francescane: l'intera proprietà venne messa in vendita nel 1999 e acquistata dalla città di Amherst e dallo stato di New York nel gennaio 2000, al costo cinque milioni di dollari ciascuno. Lo stato di New York possiede 77 acri, mentre i restanti 3 acri appartengono a Amherst. In base a un accordo con lo stato, la città è responsabile della gestione del parco ai fini della conservazione e renderlo disponibile alla fruibilità pubblica. Il parco è stato aperto nel 2002.
Nel 2002 l'edificio del convento è stato inserito nel National Register of Historic Places: nello stesso anno è stato messo in vendita con l'intento di sviluppare 102 unità residenziali. La struttura è stata aperta nel 2004 come casa di accoglienza per anziani.
L'Amherst State Park si trova nei pressi dell'Ellicott Creek e offre percorsi naturalistici e piste ciclabili. I cani sono ammessi ma devono essere tenuti a guinzaglio.